# Lago Canoe (Distrito Dipissing, Ontario)
45°32′56″N 78°43′4″O / 45.54889, -78.71778
El Lago Canoe es un lago ubicado en el Parque Algonquin, en el Distrito Nipissing de Ontario, Canadá.  El Canoe es un punto de acceso del Parque Algonquin, muy  importante para muchos piragüistas, además de ser poseer muchas casas de campo.
Situado a pocos kilómetros al norte de la Autopista 60 es el punto de acceso para excursionistas y visitantes en canoa, que comprende una amplia zona de aparcamiento, y donde se encuentra una oficina del Ministerio para obtener los permisos para el ingresar al parque y en la región conocida el POrtal. A menudo conocida como "P-store", es una “Outfitters” bien surtida y cuenta con equipos alquiler de canoasy posee uno de los pocos restaurantes comerciales disponibles en el Parque Algonquin, donde sirven una variedad de comidas y ofrecen helados lo que es un lujo en verano en plena zona de desiertos. Una tienda de regalos adjunta ofrece numerosos recuerdos, camisetas y otros artículos para la venta.
El Lago Canoe, es también el hogar de los dos campamentos de verano Taylor Statten Camp Ahmek y Camp Wapomeo, situados en la costa este y en un pequeño grupo de islas cerca de la mitad del camino entre el lago y la Autopista 60.
El influyente artista canadiense Tom Thomson se ahogó en el Canoe el 8 de julio de 1917.